# Borgholms stadsmuseum

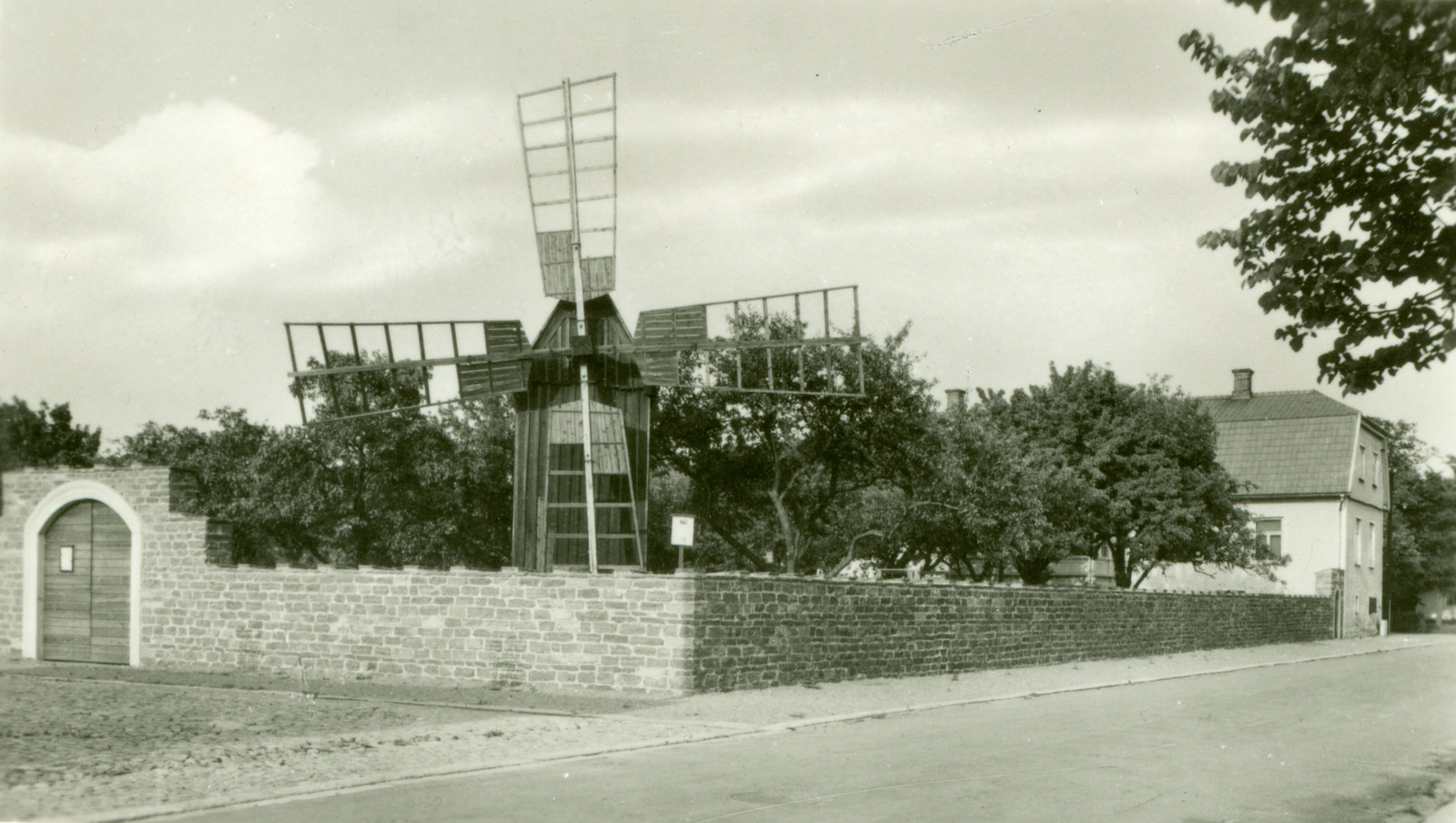
Borgholms stadsmuseum

Borgholms stadsmuseum är ett museum i Borgholm, Borgholms kommun.
Museet är inrymt i en gård med anor från början av 1800-talet. På området finns, förutom huvudbyggnaden, även en sjöbod, ett stall, en kuskbostad samt en rymlig trädgård fylld med fruktträd och blommande rosor. Huvudbyggnaden är inredd med interiörer som speglar sin tids stil och karaktär.

## Byggnaden
Byggnaden uppfördes på 1830-talet som hem åt häradshövdingen Wilhelm Rydström och hans familj. Det är ett putsat stenhus i två plan, byggt i kalksten och med ett karakteristiskt mansardtak. Under 1890-talet genomgick huset en förvandling – dåtidens ideal för badorter satte sin prägel med bland annat en glasveranda som ersatte den ursprungliga dubbla trappan mot innergården. Inomhus tillkom kakelugnar och dekorativt målade tak. Trots förändringarna har planlösningen från 1800-talet behållits.
Huvudentrén ligger på baksidan av huset, nås via trädgården, som löper genom kvarteret och kantas av fruktträd och blomsterprakt. I anslutning till boningshuset finns äldre ekonomibyggnader såsom vagnsbod, stall och bostad för kusken. Ett växthus för vinodling, kallat vinkast, hör också till gården. Mot gatorna Köpmangatan och Badhusgatan avgränsas tomten av en hög kalkstensmur som uppfördes på 1920-talet.

## Verksamhet
På 1920-talet köptes gården av Ölands kulturminnesförening och blev därefter ett museum.
Museet visar interiörer från olika tidsepoker och har samlingar av öländskt konst- och konsthantverk. Besökare kan även ta del av berättelser om Borgholm som badort, områdets industri- och sjöfartshistoria samt om tiden då järnvägen ännu gick över Öland.